# Barbara Lindquist
Barbara Lindquist (Wilmington, 1 de junio de 1969) es una deportista estadounidense que compitió en triatlón. Ganó una medalla de plata en el Campeonato Mundial de Triatlón de 2002 y una medalla de plata en el Campeonato de Oceanía de Triatlón de 2004.

## Palmarés internacional
| Campeonato Mundial    | Campeonato Mundial    | Campeonato Mundial | Campeonato Mundial |
| Año                   | Lugar                 | Medalla            | Prueba             |
| --------------------- | --------------------- | ------------------ | ------------------ |
| 2002                  | Cancún (México)       | Medalla de plata   | Individual         |
| Campeonato de Oceanía |                       |                    |                    |
| Año                   | Lugar                 | Medalla            | Prueba             |
| 2004                  | Devonport (Australia) | Medalla de plata   | Individual         |

1. ↑  En algunas ediciones del Campeonato de Oceanía se permitió la participación de triatletas de otros continentes.